# Lentini
Lentini (Lintini in siciliano) è un comune italiano di 21 093 abitanti del libero consorzio comunale di Siracusa in Sicilia. 
Cittadina barocca di fondazione sicana, in antichità fu colonia greca e romana (Leontinoi, di cui conserva ancora ingenti resti archeologici), ed è stata annoverata un tempo come uno dei più importanti centri culturali, religiosi (essendo stata anche sede del vescovato) e agricoli (soprattutto per la rinomata produzione di grano in età antica e di arancia rossa in tempi più recenti) dell’isola, distinguendosi durante il periodo antico - fino al dominio romano - rimanendo una delle più influenti città dell'isola anche nei periodi bizantini e svevi, per poi avere un periodo di declino protrattosi fino ai giorni nostri.
Situata nella Piana di Catania, alle pendici dei Monti Iblei e in vicinanza del Lago di Lentini, è rinomata per la produzione dell'Arancia Rossa di Sicilia (IGP) (insieme ai comuni limitrofi di Carlentini e Francofonte), nonché per il tipico pane di Lentini (u pani ri Lintini in siciliano), generalmente costituito da un impasto di acqua e farina di grano duro.

## Geografia fisica

### Territorio

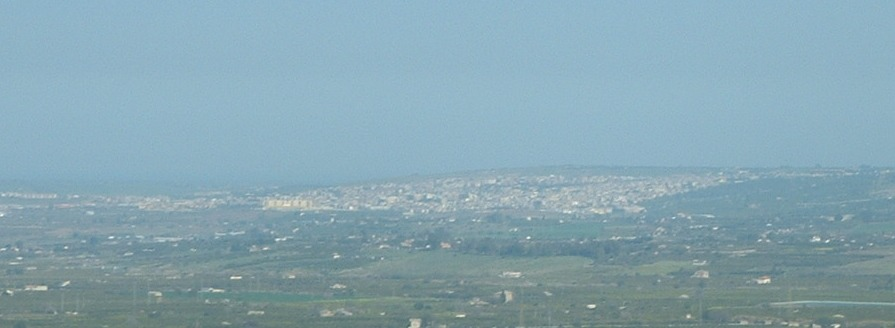
Veduta di Lentini da Francofonte

Lentini è un comune di 215,84 km², situato a 52 km a nordovest del capoluogo di provincia, Siracusa, che sorge a 53 m s.l.m., sulle prime propaggini collinari al margine meridionale della piana di Catania.
È l'antica Leontinoi, una delle prime colonie greche in Sicilia, ed ha notevoli resti archeologici. Poco lontano dall'abitato, a Nord-Ovest, si estende la conca dell'antico lago di Lentini (meglio noto come Biviere di Lentini, citato anche da Giovanni Verga nel suo La roba), un tempo interamente prosciugato e oggi ricostruito nel vecchio sito. Il mare (golfo di Agnone Bagni) dista 12 km dal centro abitato.
L'ambiente del territorio di Lentini è caratterizzato principalmente dai numerosi agrumeti che la circondano, difatti è denominata la "Città delle arance", per l'elevata produzione di Arancia Rossa di Sicilia (IGP).
Altresì transita il 15º meridiano est, linea di riferimento per il fuso orario dell'Europa centrale (UTC+1).

### Clima
Lentini presenta un clima mediterraneo semi-arido, molto vicino ai climi delle coste Nord Africane e Sud Californiane. Gli inverni sono tra i più miti d’Europa con temperature che sorpassano frequentemente i 20 gradi. La stagione estiva, da aprile ad ottobre, è lunga e torrida. L’autunno e la primavera presentano temperature calde ma con più precipitazioni. Lentini ha un clima molto soleggiato tutto l’anno, il che la rende attraente in ogni stagione per chi è in cerca di sole e caldo anche in inverno.
- Classificazione climatica di Lentini:[4]
  - Zona climatica: C
  - Gradi giorno: 915
- | Lentini (1981-2010) | Mesi | Mesi | Mesi | Mesi | Mesi | Mesi | Mesi | Mesi | Mesi | Mesi | Mesi | Mesi | Stagioni | Stagioni | Stagioni | Stagioni | Anno |
| Lentini (1981-2010) | Gen  | Feb  | Mar  | Apr  | Mag  | Giu  | Lug  | Ago  | Set  | Ott  | Nov  | Dic  | Inv      | Pri      | Est      | Aut      | Anno |
| ------------------- | ---- | ---- | ---- | ---- | ---- | ---- | ---- | ---- | ---- | ---- | ---- | ---- | -------- | -------- | -------- | -------- | ---- |
| T. max. media (°C)  | 18,2 | 18,7 | 21,2 | 24,0 | 28,8 | 33,5 | 36,4 | 36,6 | 32,7 | 27,3 | 22,6 | 18,4 | 18,4     | 24,7     | 35,5     | 27,5     | 26,5 |
| T. min. media (°C)  | 7,7  | 8,1  | 9,6  | 11,7 | 15,0 | 18,6 | 21,5 | 22,0 | 20,1 | 15,9 | 11,7 | 7,9  | 7,9      | 12,1     | 20,7     | 15,9     | 14,2 |

Source=https://championtraveler.com/dates/best-time-to-visit-lentini-it/

## Storia
Lentini ha una storia che risale all'VIII secolo a.C., quando venne ampliato il nucleo abitato dei sicani di Leontinoi ad opera di alcuni coloni calcidesi provenienti dall'antica Grecia.

## Monumenti e luoghi d'interesse

### Architetture religiose

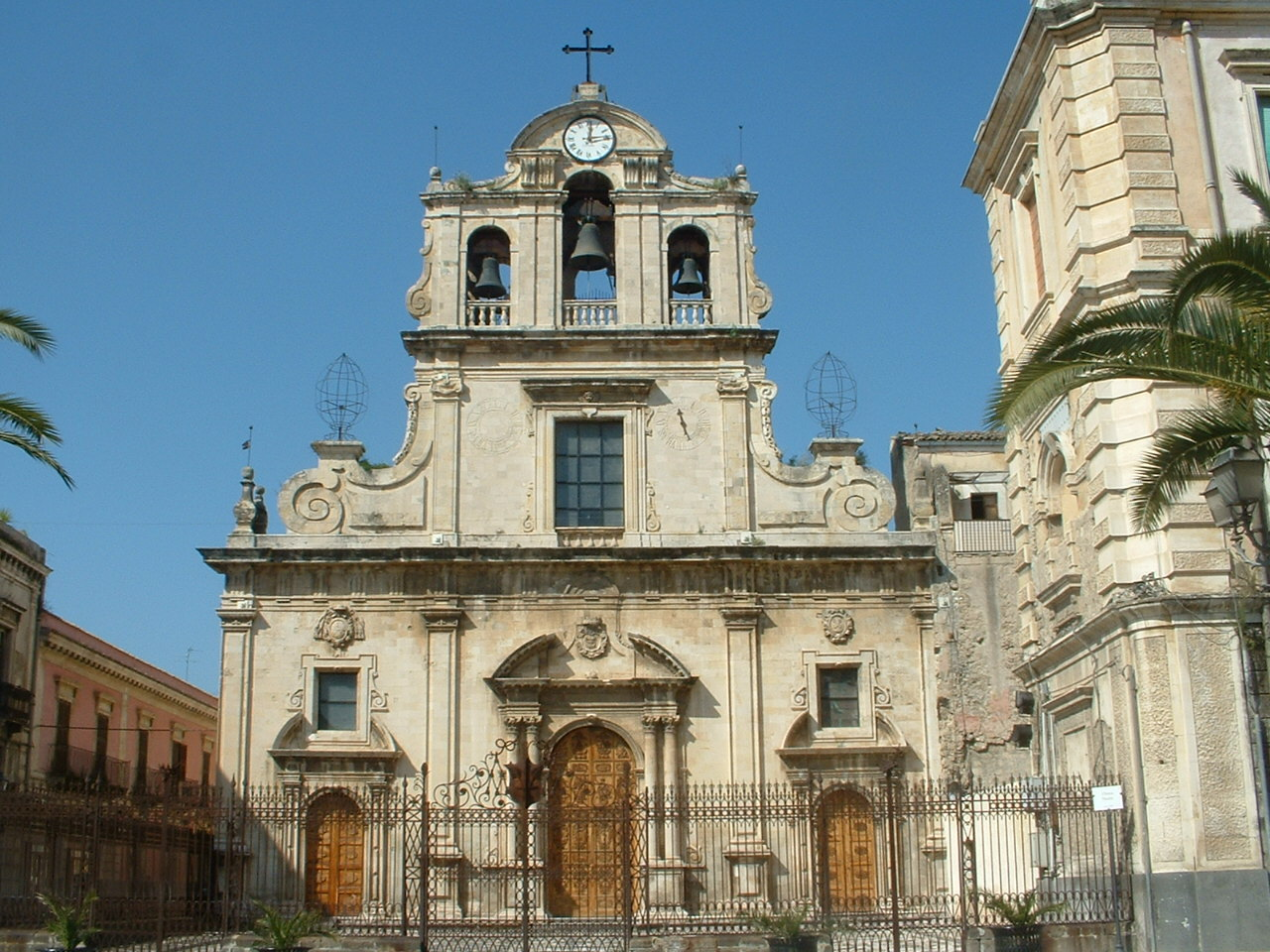
Chiesa Madre (ex Cattedrale) di Lentini

- Ex cattedrale Santa Maria la Cava e Sant'Alfio, Filadelfo e Cirino (XVIII sec.) - La chiesa madre, in stile barocco, edificata nel 1693, attribuita all'architetto Vella da Malta, ha un impianto basilicale a tre navate, con facciata settecentesca a tre ordini. La porta centrale in legno con i simboli della passione dei santi martiri Alfio, Filadelfo e Cirino e gli stemmi del papa, del viceré, del vescovo Trigona e della città di Lentini. All'interno sono di particolare interesse: l'icona bizantina della Madonna Odigitria, detta "del Castello" del XII secolo, nell'abside di sinistra; il fercolo in argento di Sant'Alfio del XIX secolo e tre arcosoli paleocristiani, i sepolcri dei martiri Alfio, Filadelfo e Cirino nella navata di destra; tele del XVII e XVIII secolo lungo le navate. In sagrestia si trova un armadio ligneo intarsiato di considerevole valore raffiguranti le sante lentinesi Tecla e Giustina.

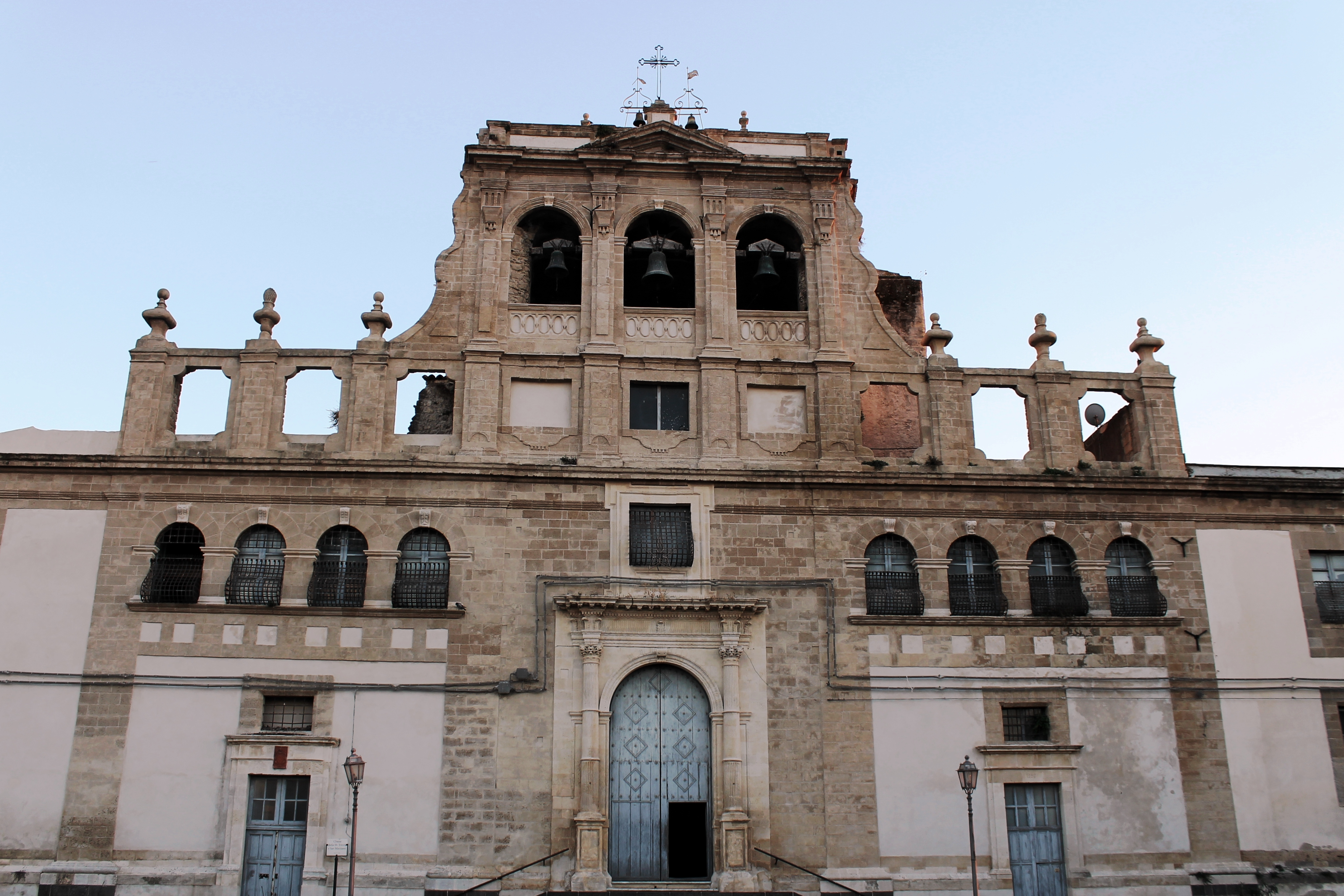
Chiesa S.S. Trinità e S. Marziano

- Chiesa della Santissima Trinità e San Marziano - Monumento nazionale, fu costruita sulle rovine del cinquecentesco palazzo La Palumba. Conserva all'interno il pavimento in ceramica di Caltagirone del XVIII secolo, gli affreschi della volta di Sebastiano Lo Monaco (Gloria della Santissima Trinità con le raffigurazioni di San Marziano[non chiaro], Santa Chiara, San Benedetto da Norcia e San Francesco d'Assisi), Giuseppe Velasco con tre dipinti (Santissima Trinità e San Marziano, Gloria di Santa Chiara, la Crocifissione), un polittico della scuola di Antonello da Messina (con pannelli raffiguranti San Benedetto da Norcia, la Trasfigurazione, Santa Scolastica, la Natività, San Pietro Apostolo e San Paolo Apostolo) ed il tabernacolo dell'altare maggiore in lapislazzuli.
- Santuario Diocesano dei Santi Martiri Alfio, Filadelfo e Cirino , comunemente chiamata Chiesa della Fontana - Sorta sul luogo del martirio dei Santi Alfio, Filadelfo e Cirino, fu ricostruita nel 1805 sopra un pozzo in cui, secondo la leggenda, fu gettata la lingua di sant'Alfio. Di pregevole fattura le tele , fra cui una che raffigura il martirio dei Santi, che abbelliscono gli altari laterali e le statue in gesso seicentesche dei Tre Santi Martiri nell'altare centrale.

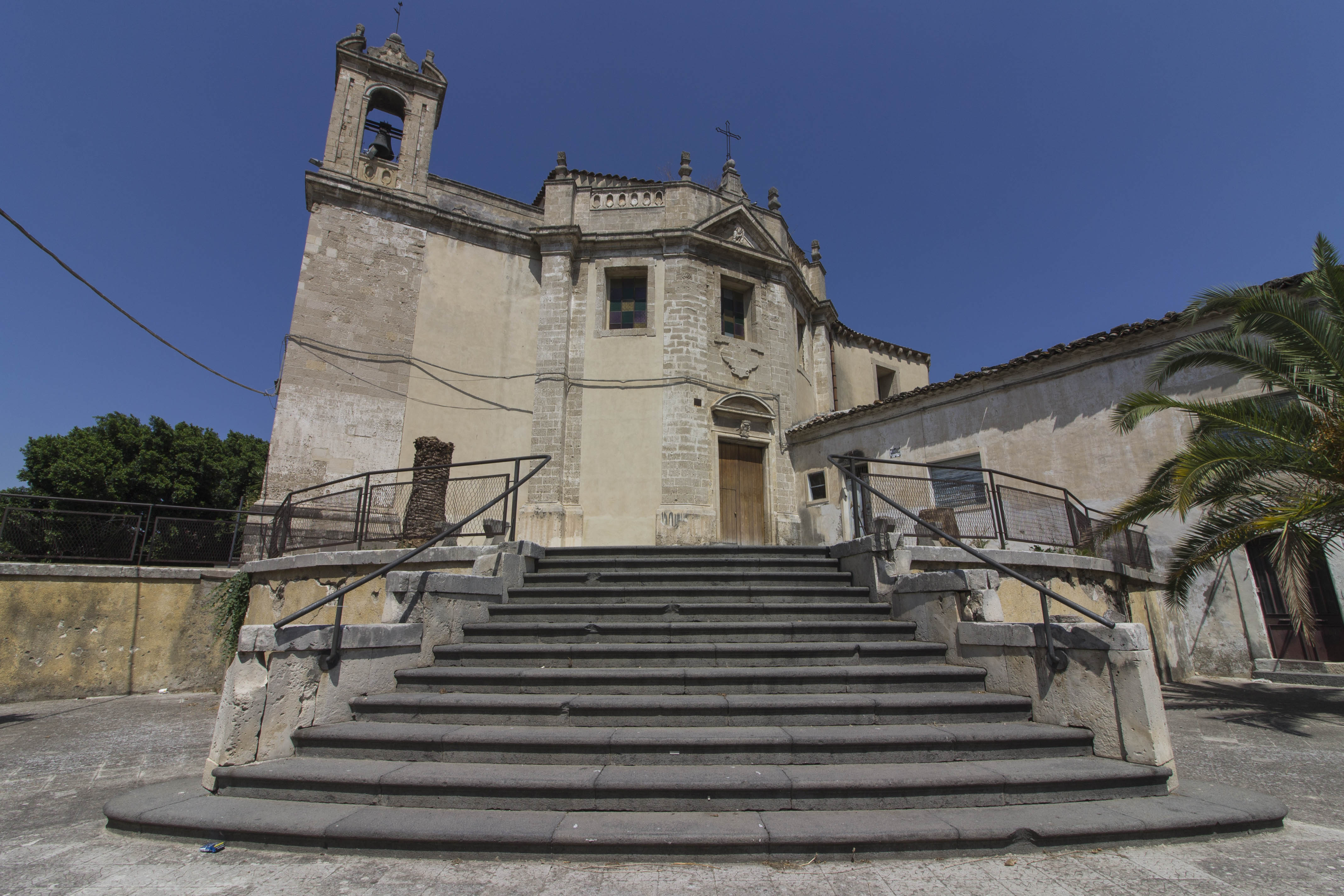
Chiesa di S. Francesco di Paola

- Chiesa dedicata a San Francesco all'Immacolata - Costruita nel XVIII secolo, conserva all'interno un leone crinito di epoca romanica, un Cristo alla colonna, la lapide sepolcrale della regina Maria del 1402 e un artistico simulacro della Beata Vergine Maria Immacolata, che viene portato in processione l'8 dicembre di ogni anno.

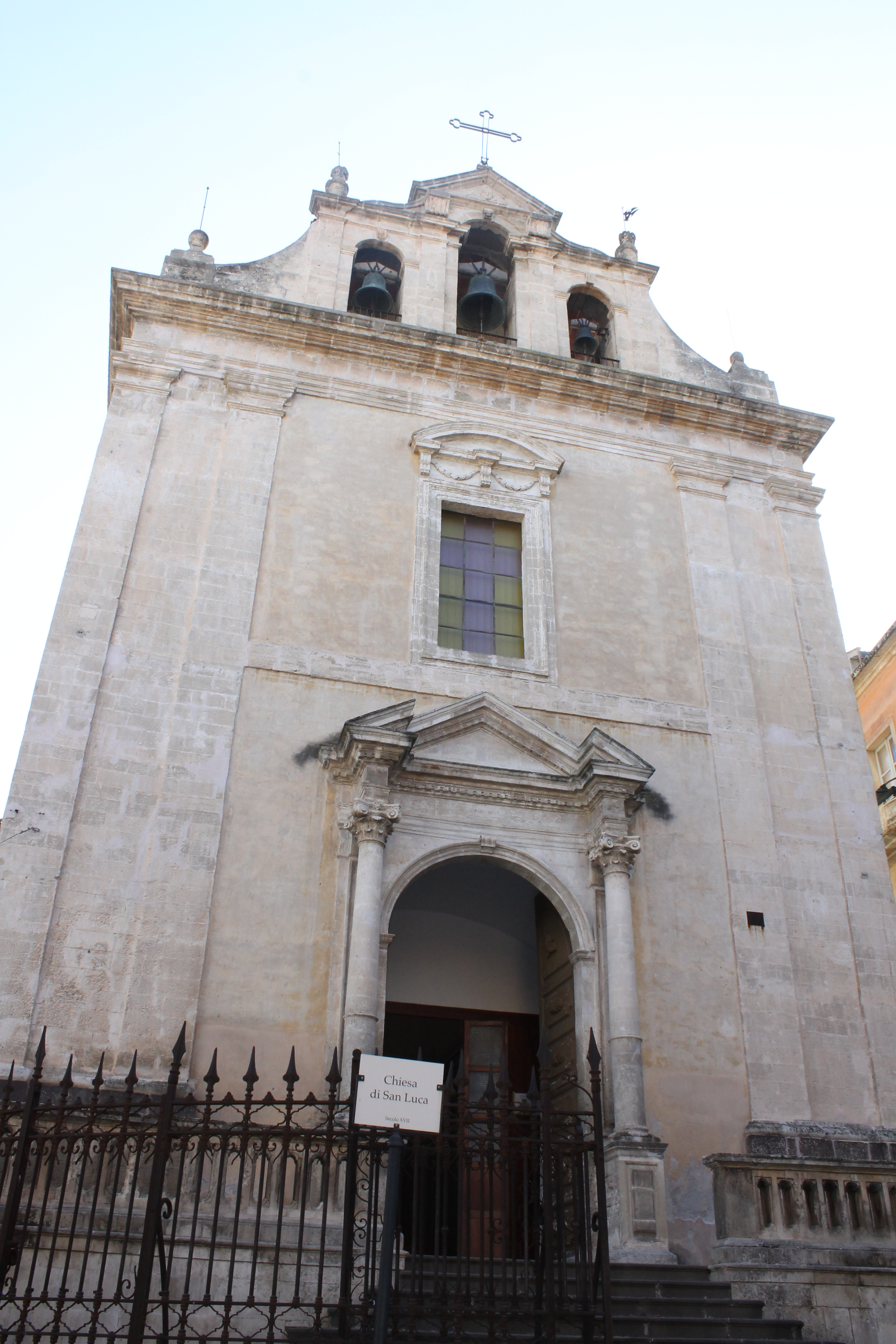
Chiesa S. Luca

- Chiesa dedicata a San Luca - Fu edificata nel XVIII secolo. Di un certo valore, sono conservati all'interno: una Crocifissione della seconda metà del '500 della scuola del Tintoretto dalle grande dimensioni, precedentemente collocata presso la chiesa del convento dei Frati Minori Cappuccini, un San Francesco orante di scuola del Bassano, la Nascita della Vergine del Gramignani del 1760.
- Chiesa Santa Croce - La Chiesa della Santa Croce dedicata a Maria Santissima delle Grazie del Battifolle: distrutta dal terremoto del 1693, fu ricostruita nel 1705 e dedicata alla Santa Croce. A pianta rettangolare, senza abside, fu ristrutturata negli anni cinquanta del XX secolo. Al suo interno si conserva una bellissima statua della Madonna Addolorata e un crocifisso che ha incastonato delle reliquie della S.Croce.

- Chiesa dedicata a San Francesco da Paola - Edificata nel XVIII secolo, di architettura settecentesca,con un impianto a croce greca. Conserva un antico e raro organo a mantice alla sommità di una scala ed opere raccolte da chiese distrutte dal terremoto del 1693, fra cui una bellissima statua seicentesca raffigurante San Sebastiano. A sinistra dell'altare maggiore vi è una roccia con delle impronte, secondo la leggenda lasciate dai santi Alfio Filadelfo e Cirino, quando Lentini fu liberata dalla peste per loro intercessione.
- Chiesa di Cristo Re - Costruita con uno stile moderno, sorge in via Termini, nella zona vicino al campo sportivo comunale. In questa chiesa si venera anche la Madonna delle Grazie, la cui festa ricade ogni anno l'ultima domenica di aprile.
- Chiesa di Sant'Antonio - Dedicata al Santo di Padova è la chiesa più recente costruita a Lentini. All'interno si conserva un pregevole simulacro ligneo di S.Antonio del maestro scultore Hussner G. Vincenzo di Ortisei. Viene festeggiato e portato in processione per il quartiere e città il 13 Giugno.

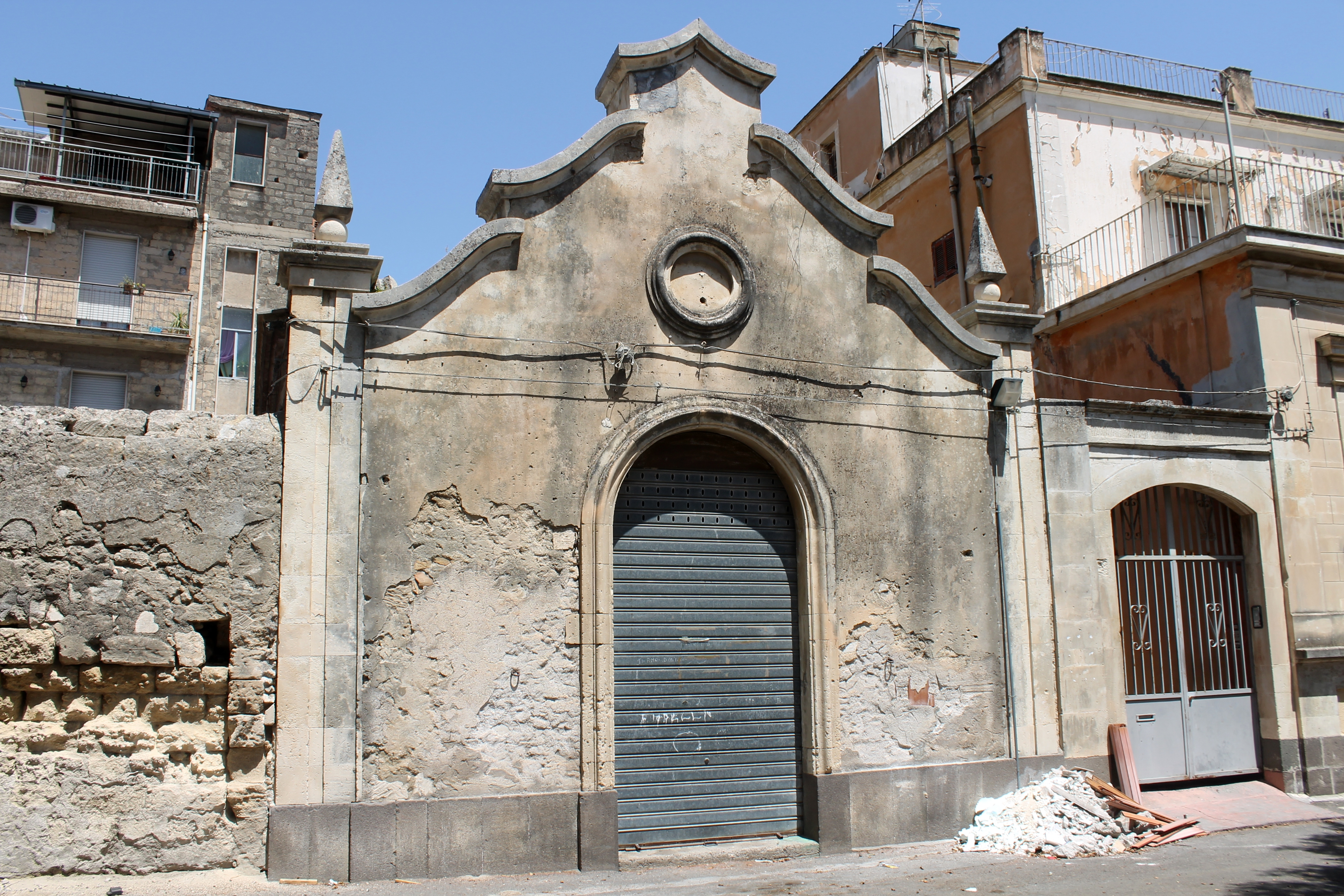
Chiesa della Campana

- Chiesa della campana - La chiesetta fu edificata alla fine del XVIII secolo nel luogo dove anticamente era presente l'antica Cattedrale di Lentini consacrata alla Beata Vergine Maria sotto il titolo di "Santa Maria La Cava" (Piazza Alemagna). Oggi viene utilizzata come oratorio della Chiesa di Sant'Alfio. Durante i festeggiamenti in onore dei 3 Santi, il 9 Maggio pomeriggio, fino ad inizio della sua processione, viene esposta la "Reliquia": un busto reliquiario di San Cirino che porta sul petto la reliquia del cuore di Sant'Alfio in processione.
- Chiesa di San Giovanni della Commenda di Malta (San Giovanni dei Bagni) - In Piazza San Giovanni. Costruita dopo il terremoto del 1693 sul sito della vecchia chiesa di San Giovanni Battista. Danneggiata dai bombardamento della seconda guerra mondiale attualmente sconsacrata.

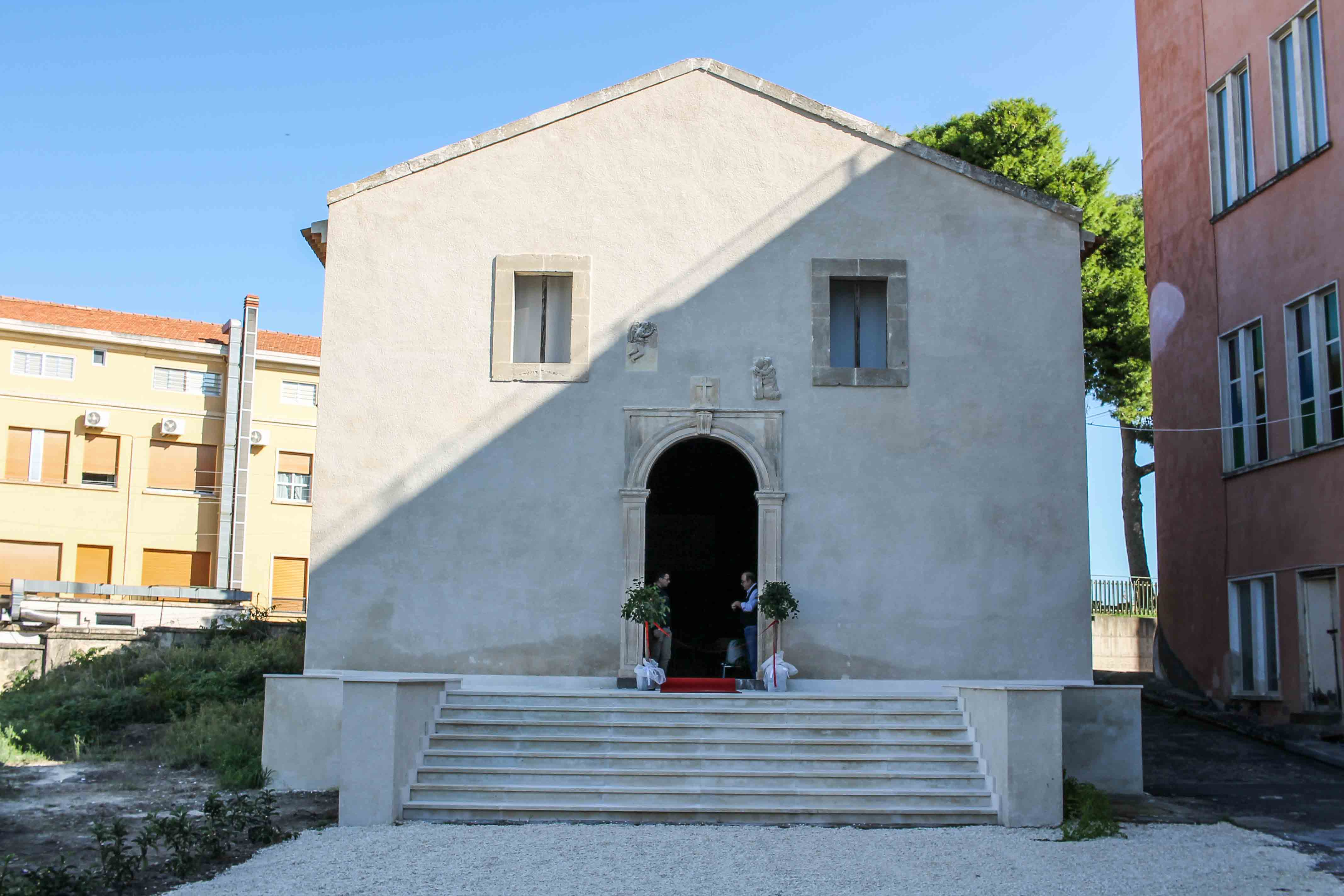
Chiesa dedicata alla Madonna della Catena

- Chiesa dedicata alla Madonna del Carmine - Costruita nel XVIII secolo ad un'unica navata, fa parte di un unico e antico complesso monastico insieme al convento attaccato ad essa. Oggi il convento è sede di uffici comunali, ma la chiesetta è tuttora rimasta. Essa si presenta molto semplice, alle pareti dei quadri antichi di pregevole fattura, una fonte a colonna, creata utilizzando un vecchio capitello, una bellissima fonte battesimale in marmo del XVI secolo (incisa su di essa la data 1589), un crocifisso di pregevole mano e la statua della Madonna del Carmine, nella nicchia sopra l'altare, decorata nel '900.
- Chiesa di San Giuseppe - Dedicata al Santo Patriarca, la Chiesa di San Giuseppe, quasi adiacente alla Chiesa Madre, venne costruita proprio durante la costruzione della stessa matrice. Al suo interno, oltre a degli antichi quadri, un pregevole simulacro di San Giuseppe che fino agli anni 90 veniva portato in processione nel giorno della sua festa.
- Chiesa di Gesù e Maria (comunemente conosciuta come Santa Lucia) - Edificata nel XVIII secolo, conserva all'interno pregevoli tele del '700. Nell'altare centrale spicca il pregevole simulacro di Santa Lucia, la cui festa (il 13 dicembre) richiama molti fedeli che accorrono in questa chiesa per le funzioni.

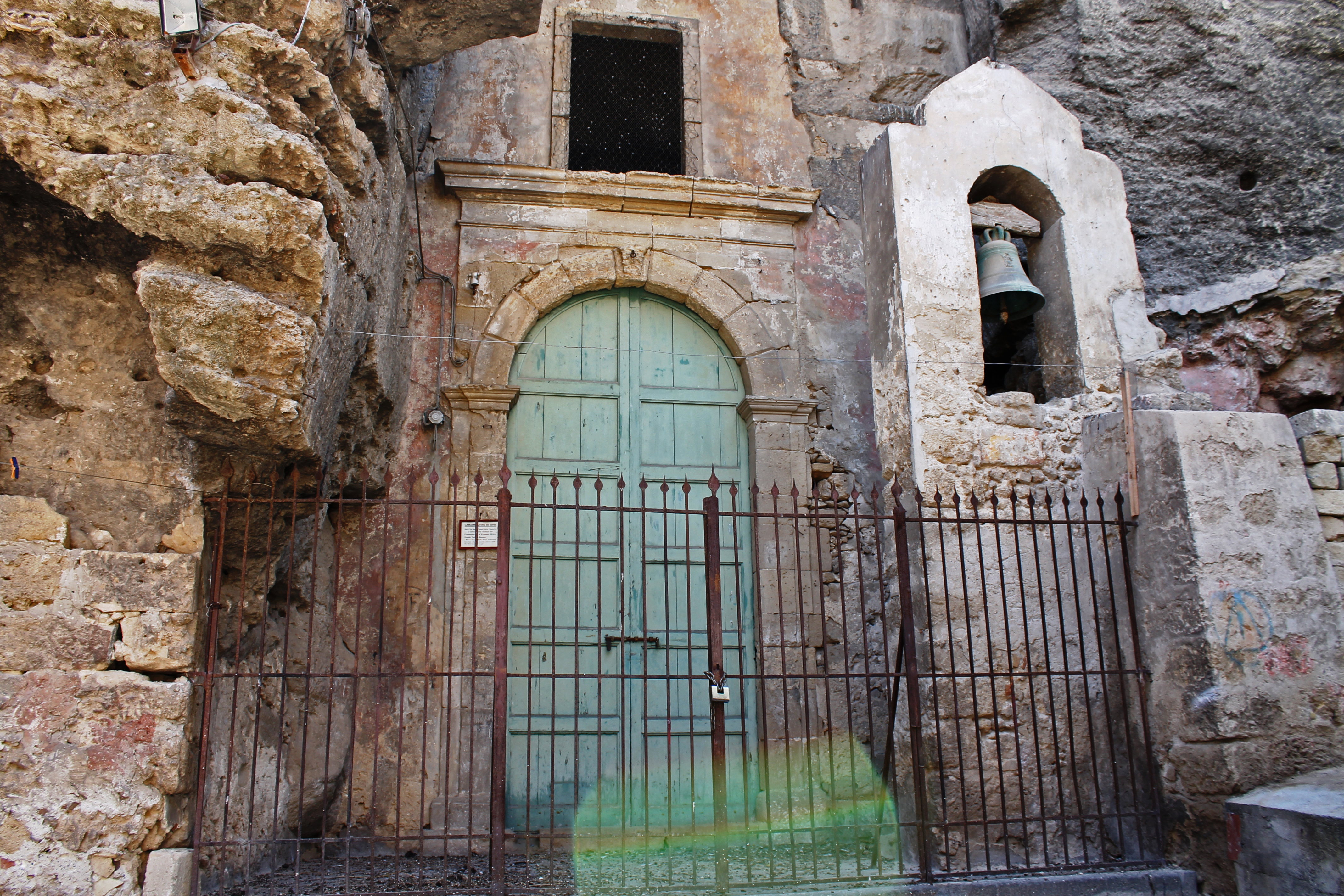
Carcere dei tre santi

- Carcere dei Tre Santi - Esempio di chiesa rupestre lentinese, di forma quadrata, secondo la tradizione fu il carcere in cui vennero rinchiusi i Santi Patroni Alfio Filadelfo e Cirino e altri martiri. All'interno si conservano i simulacri dei tre santi in catene e di Santa Tecla.
- Chiesa di Santa Maria degli Archi (o Santa Maria Bambina) - Ristrutturata di recente, è situata in via Niccolini, a pochi metri dalla Chiesa della Santissima Trinità. Al suo interno purtroppo non resta nulla, tranne un arco di pietra dove doveva esserci l'altare come la statua della Madonna. Viene comunemente chiamata dai lentinesi Santa Mariula.
- Chiesa di San Giovanni di Dio - L'ospedale antico, con annesso il Monte di Pietà, fu fondato nel 1551, sotto il titolo di San Giacomo della Spada o San Giacomo apostolo. Accanto fu costruita una chiesa dedicata all'Immacolata Concezione (1552). Distrutto dal terremoto del 1693, il complesso ospedaliero e la chiesa furono ricostruiti, sicché nel 1715 vi erano alloggiati sei religiosi e 12 ammalati. Nel sito dell'antico ospedale (in via dei Vespri), i cui locali sono passati in mano a privati, rimane oggi la piccola chiesa dedicata appunto a S.Giovanni di Dio.

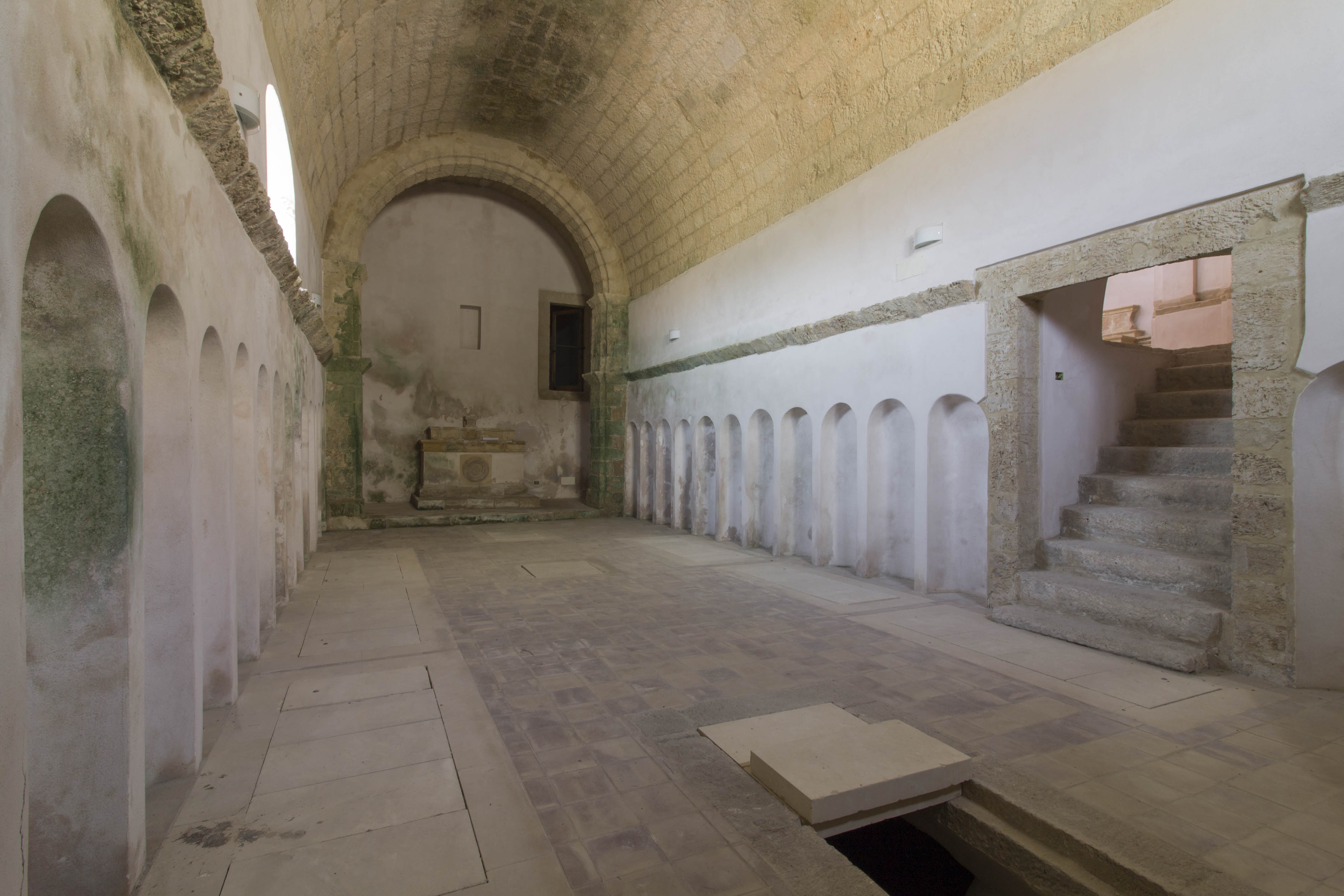
Cripta del Convento dei Frati Minori Cappuccini

- Convento dei Frati Minori Cappuccini - Il Convento dei Frati Minori Cappuccini di Lentini, posto sulla sommità del colle San Francesco, risale circa al 1550. Distrutto dal terremoto del 1693, fu ricostruito, più a valle, e ultimato nel 1704, come testimonia la lapide posta in cima al prospetto della chiesa. Con l’unificazione d’Italia il Convento fu chiuso e un atto, conservato all'archivio storico di Lentini, datato 27 giugno 1867, testimonia il passaggio a favore del Comune di Lentini dell’intero complesso e del terreno annesso. Nel corso degli anni, il Convento fu destinato a vari usi e il terreno circostante servì per ospitare il nuovo cimitero. È uno dei più grandi e antichi conventi della Sicilia Orientale.
- Chiesa rupestre di San Giuseppe il Giusto - Si trova presso il colle San Mauro, a poca distanza dalle rovine dell'antica città di Leontinoi e vicino alle città di Lentini e Carlentini. Probabilmente si tratta di una chiesa medievale, ma non si hanno notizie a quale ordine appartenesse. Leggende invece dicono che fu edificata da cavalieri templari. All'interno della chiesa possiamo ammirare i resti degli affreschi che adornavano la chiesetta in tutti i suoi spazi; l'altare in pietra è la parte dove rimangono maggiormente affreschi, raffiguranti la Madonna con bambino e san Giuseppe, attorniati da santi e angeli musicanti.

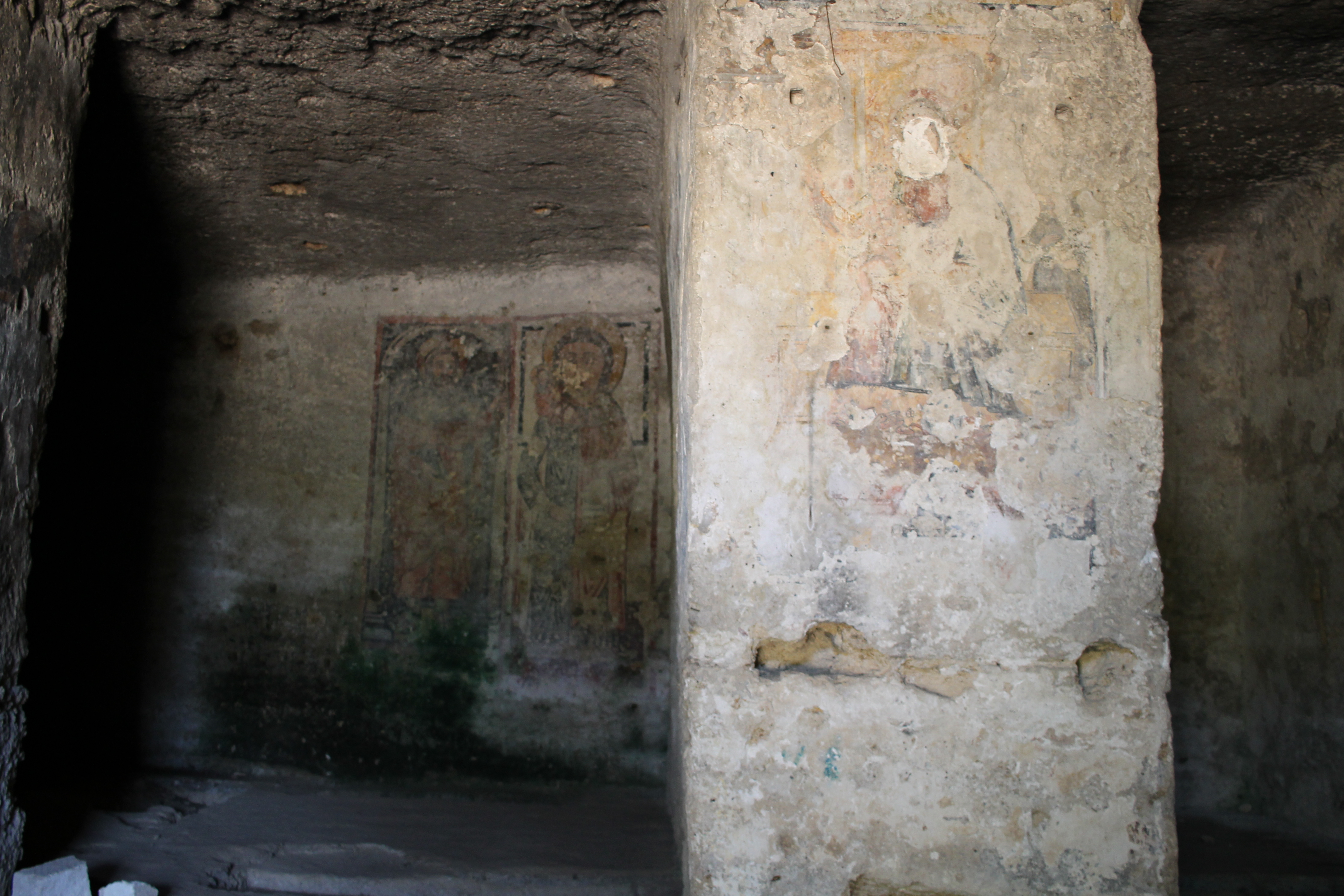
Interno Grotte del Crocifisso

- Chiesa rupestre del Crocifisso - La Chiesa delle grotte Crocifisso è una chiesa del VII secolo ancora poco conosciuta ma ricca di un bel ciclo di affreschi.

- Chiesa dedicata alla Madonna della Catena (Bedda Matri a Catina) - La chiesa e l'attuale convento delle Carmelitane sorgono sull'area occupata una volta dal convento dei Minori Osservanti, eretto nel 1470. La chiesa annessa all'antico convento fu dedicata a Santa Maria di Gesù dal vescovo di Malta, Antonio Alagona. Il nome di Maria Santissima della Catena si deve a una statua di alabastro che il Barone Sebastiano Sgalambro compro' a Venezia e fece trasportare a Lentini, facendone dono alla chiesa. In questa chiesa venivano seppelliti i nobili della città di Lentini, in sontuosi monumenti funebri. Tra questi ricordiamo Eleonora Branciforti, che venne tumulata in un mausoleo di marmo bianco di notevole bellezza e pregio artistico, attualmente esposto nel museo di Palazzo Bellomo a Siracusa. Distrutti dal terremoto del 1693, la chiesa e il convento furono ricostruiti nello stesso luogo. Con la soppressione degli ordini conventuali nel 1866, l'antico convento venne abbattuto, rimase solo l'attuale chiesetta, ristrutturata di recente.

### Architetture civili
- Palazzo Scammacca, sede del municipio di Lentini.

### Siti archeologici

#### Area archeologica del Castellaccio

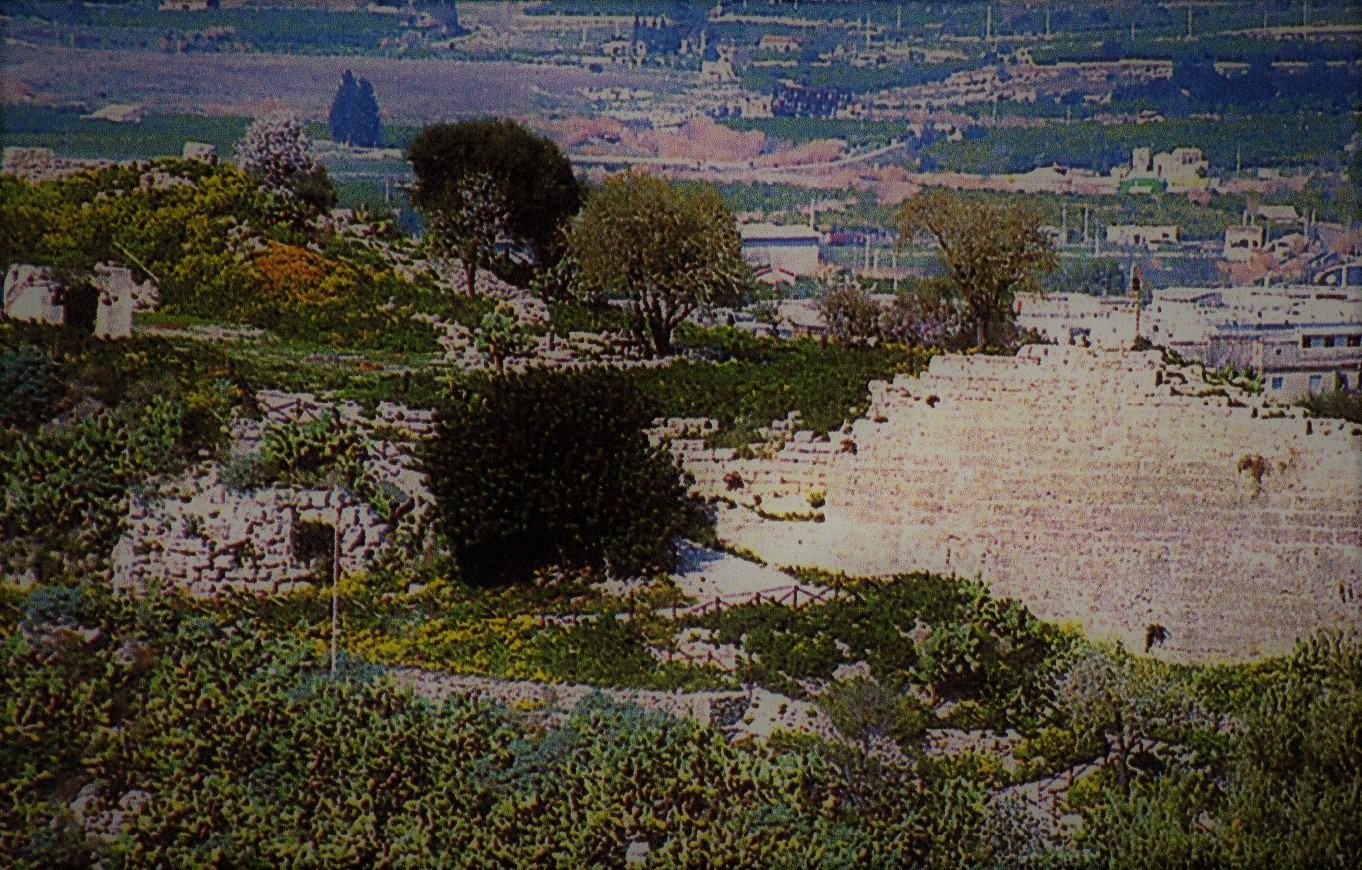
Ruderi del Castellaccio

Poco distante dal centro abitato si possono ammirare i ruderi del castellaccio (castrum vetus), costruito seguendo in qualche modo il disegno della sommità piatta della rupe su cui poggia. Le prime informazioni riguardanti il castello medievale risalgono all'epoca normanna.
Il sito, durante il corso dei tempi, ha subito delle modifiche e riparazioni che noi siamo in grado di ricostruire grazie a preziosissime fonti riscontrabili poi nel sito stesso: fra le più importanti da ricordare le testimonianze di Ugo Falcando che ci parla del terremoto del 1169 che devastò il paese e quelle di Edrisi, dalle quali emergono notizie riguardo a una roccaforte di epoca normanna che con molta probabilità sorgeva dove oggi possiamo vedere i resti dell'esteso complesso edilizio che venne restaurato poi da Federico II di Svevia durante la prima metà del XIII secolo. Dopo Federico il castello è stato nel tempo roccaforte e prigione di personaggi famosi ed è stato sottoposto a continue ristrutturazioni e ampliamenti per riparare ai danni dovuti alle battaglie militari e soprattutto ai cataclismi a cui è stato sottoposto(secondo storici Lentini venne colpita da un altro terremoto nel 1542). Il 1693 è la data del gravissimo terremoto che rase al suolo intere città come Catania e colpì anche Lentini: il Castellaccio ne uscì devastato e nonostante i vari restauri il castello era troppo danneggiato e quindi venne abbandonato, fino ai giorni nostri.

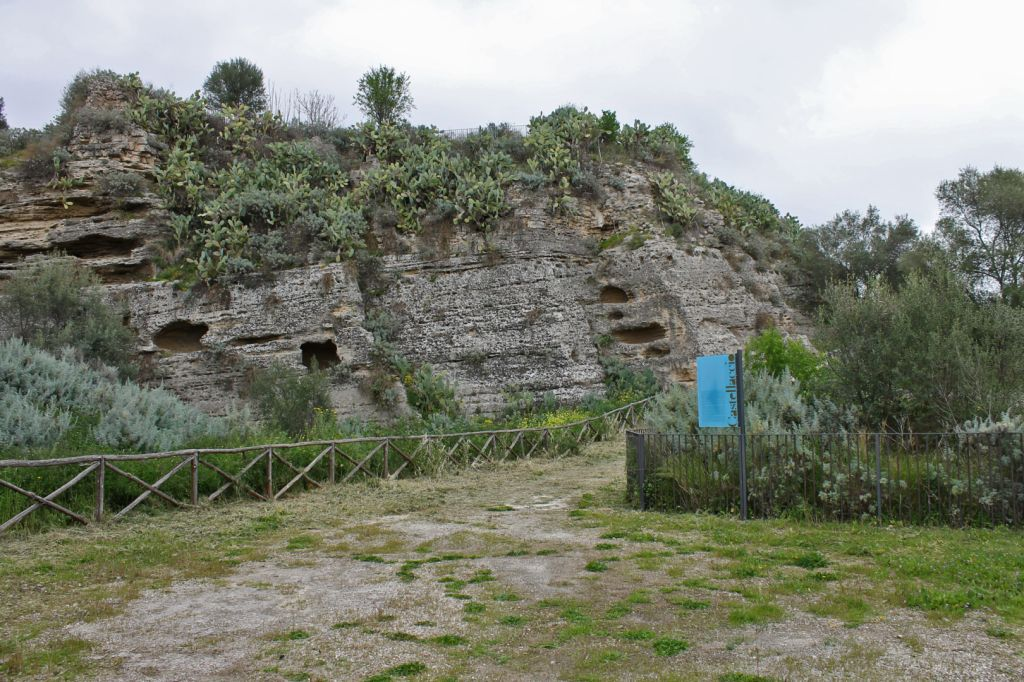
Le mura

Il Castellaccio è posto al centro di un sistema fortificato non solo artificiale, ma anche naturale: a nord-ovest troviamo il colle Tirone, mentre a sud-est il colle Lastrichello, inoltre questi due colli sono divisi dalla fortezza da due vasti fossati tagliati nella rupe: il primo divide il Castellaccio dal colle Tirone, il secondo divide il Castellaccio dal colle Lastrichello. L'isolamento è più accentuato a nord( la cosiddetta valle del Crocifisso) e a sud( la valle di san Mauro), dove troviamo delle mura a strapiombo che isolano l'intero complesso.

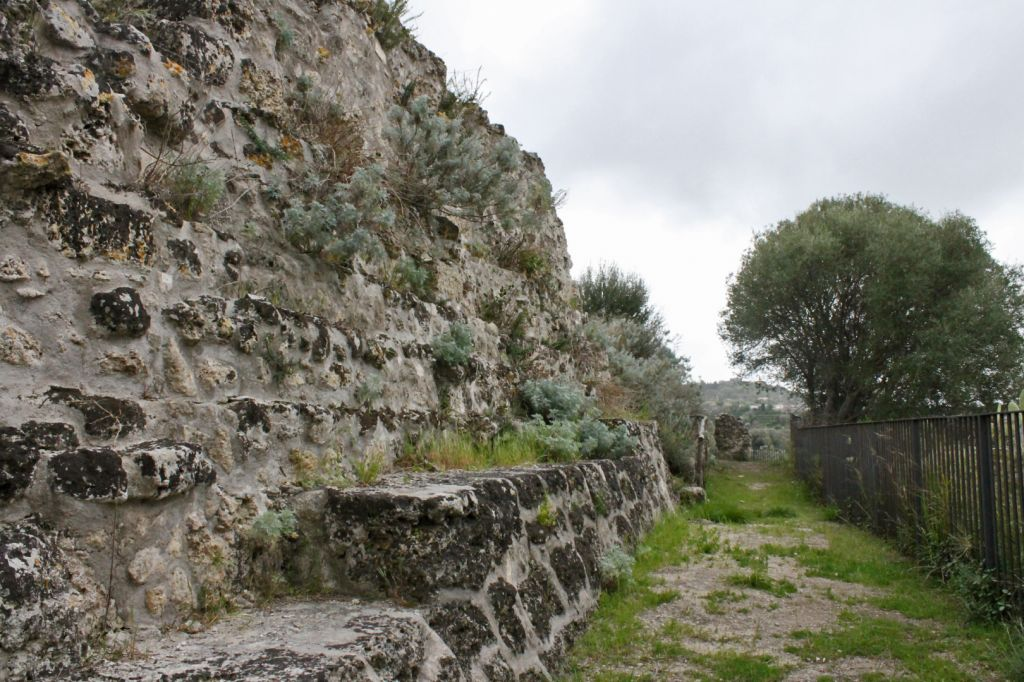
Mura di settentrione del Castellaccio

Dei quattro lati sicuramente quello meridionale è quello che ha conosciuto meno la mano dell'uomo per quanto riguarda il muro difensivo che potremmo definire naturale, a differenza dei rimanenti tre lati dove si nota il lavoro dell'uomo. Probabilmente il Castellaccio era recintato da una cinta muraria che formava una sorta di parallelepipedo; di questa cinta è possibile ancora ammirare ai giorni nostri alcune parti nella parte meridionale, nella parte nord-orientale, dove la parte di muro ad est va a congiungersi ad angolo retto con l'imponente cinta muraria settentrionale; in questa imponente parte di cinta muraria ad angolo retto che si affaccia sul fossato che divide il Castellaccio dal colle Lastrichello doveva esserci la cosiddetta "arx triangularis", un'opera muraria di cui rimane solo una sorta di torre triangolare che, secondo le fonti, è collassata a causa del terremoto del 1542 e ne rimane solo la porzione inferiore; al suo interno è possibile osservare ciò che rimane di un ambiente rettangolare e tracce di una porta larga circa 2 metri.
Nel fronte occidentale non esistono vere e proprie opere di difesa, visto che la rupe è stata tanto intagliata da formare essa stessa una difesa con i nemici; la parete infatti è alta 20 metri ed oltre alla valle naturale sono stati fatti altri 3 grandi fossati. Sempre lungo il fronte occidentale si conservano tracce di un grande muro con un'interruzione mediana che si pensa sia l'ingresso; quest'opera muraria sia pensa si identificabile con una delle tre torri difensive, molto probabilmente la torre ottagonale.
Il fronte settentrionale si presenta in pessime condizioni e poche conservato, anche a causa di diverse frane che hanno danneggiato o abbattuto le cinte murarie, la parte più integra è quella precedentemente analizzate a nord-ovest; però bisogna soffermarsi su una più recente scoperta, ovvero i resti di un edificio a pianta semicircolare che ricorda un'abside, quindi si pensa ad una cappella di cui si parla in alcuni documenti angioini del 1253.

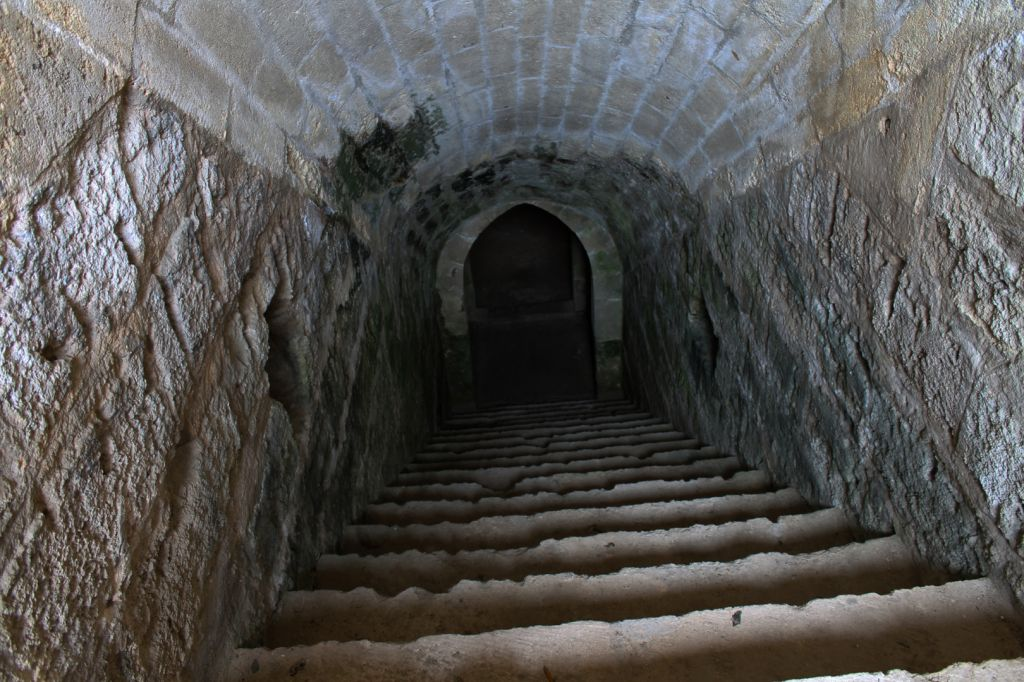
Scala che conduce alla sala ipogea

All'incirca al centro del sito troviamo l'ingresso con delle scale che conduce al sotterraneo del castello, la cosiddetta "sala ipogea": l'entrata è coperta con una volta a botte, mentre la sala, di pianta regolare, è formata da 4 semipilastri che dovrebbero reggere la volta, anche se la sala è troppo in basso e quindi non è sicuro che quei semipilastri abbiano una funzione di reggenza o siano solo di abbellimento, perché si pensa anche che la sala sia stata intagliata nella roccia. I semipilastri poggiano su un banchinamento perimetrale che ricorda quello del castello maniace e della basilica del Murgo; sfortunatamente il pavimento è andato perduto. Inoltre la camera presenta delle feritoie che si pensa abbia la funzione di far entrare l'aria nella stanza. Si pensa che la sala sia collegata da cunicoli segreti a delle grotte che si trovano alla base del castellaccio, fra cui, la più famosa, "caverna delle palle".
Si possono notare, uno vicino all'ingresso della sala e uno vicino al muro settentrionale, due cisterne per l'approvvigionamento dell'acqua, anche se si pensa che quelle due cisterne siano troppo piccole per un castello di una tale grandezza e quindi si suppone che ci siano altre cisterne ancora sotterrate e quindi non scoperte.

#### Oratorio di Santa Lucia al Tirone

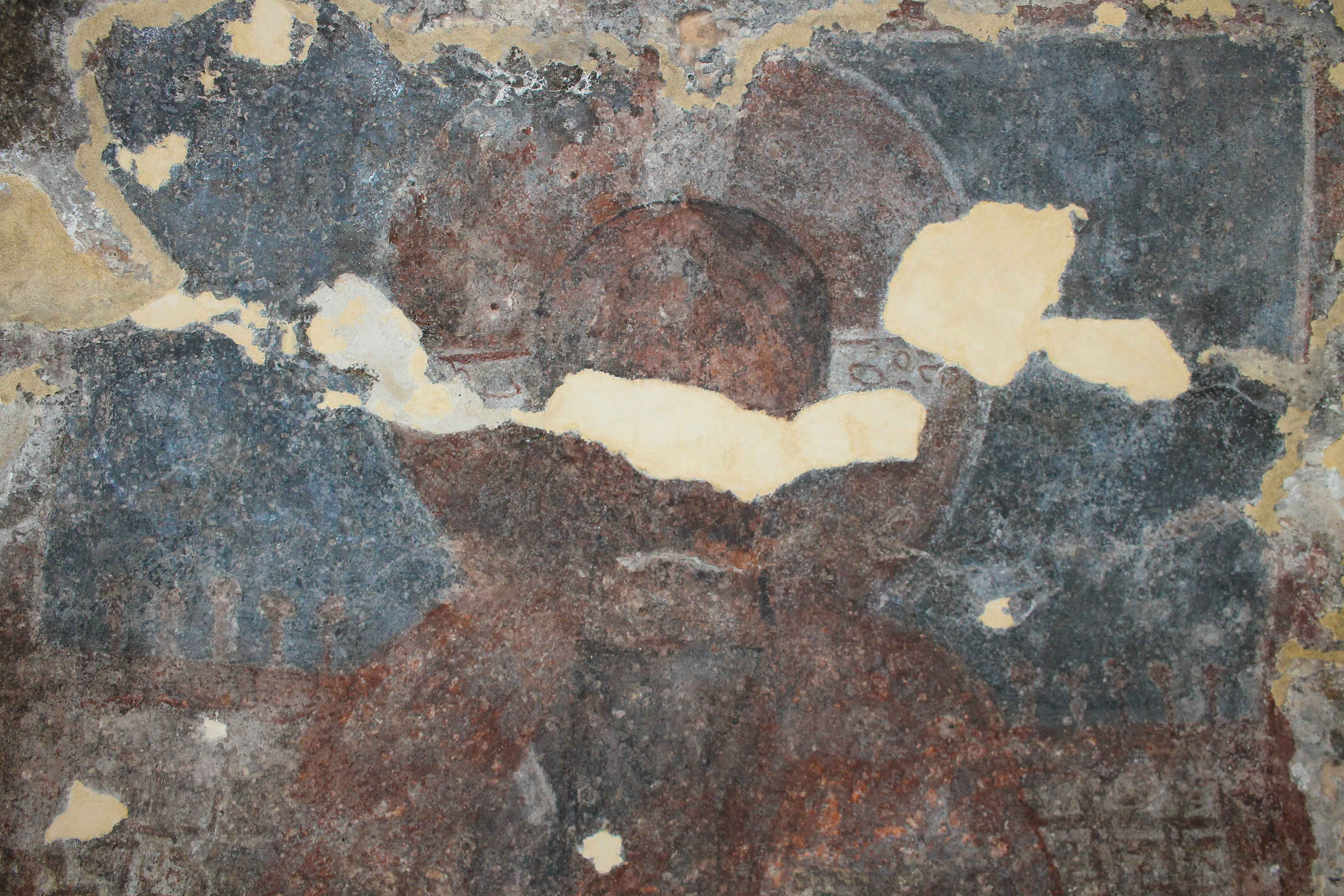
Particolare affresco Cristo Pantocratore

All'interno del parco archeologico del Castellaccio è possibile ammirare anche il cosiddetto "Oratorio di santa Lucia", una grotta usata dalle suore tra il XII e il XIV secolo come luogo di culto.
Sul sito è ancora possibile osservare ed ammirare i resti degli scalini d'entrata dell'epoca, una sepoltura scavata nel pavimento ed un preziosissimo ciclo di affreschi, datati intorno al XIV secolo: tra di essi quello che dà il nome al all'oratorio, ovvero quello di Santa Lucia, in abiti sontuosi, insieme a una persona in ginocchio sulla sua sinistra (probabilmente colui che ha commissionato gli affreschi), un Cristo Pantocratore sulla sinistra, alla sua destra un santo barbuto (si pensa san Nicola), una mater Domini (Madonna che tiene in braccio Gesù) e i resti di un affresco raffigurante un santo a cavallo (probabilmente san Giorgio).
Questi affreschi sono di grande importanza per il territorio, perché insieme ad altri esempi, come quelli delle grotte del crocifisso (nei paraggi), sono un calzante esempio della ricchezza e proliferazione di questo genere di pitture rupestri nel paese.
- Leontinoi, l'area archeologica in cui sorgeva l'antica città greca

## Altro
- Museo archeologico regionale di Lentini
- Palazzo Beneventano

Il 16 gennaio 1900, nasce a Lentini Giuseppe Giuga, poi matematico e noto per la congettura che porta il suo nome Congettura di Agoh-Giuga.
Nel 1965 fu nominato pretore di Lentini un giovanissimo Giovanni Falcone, al suo primo incarico dopo l'ingresso in magistratura.

## Società

### Evoluzione demografica

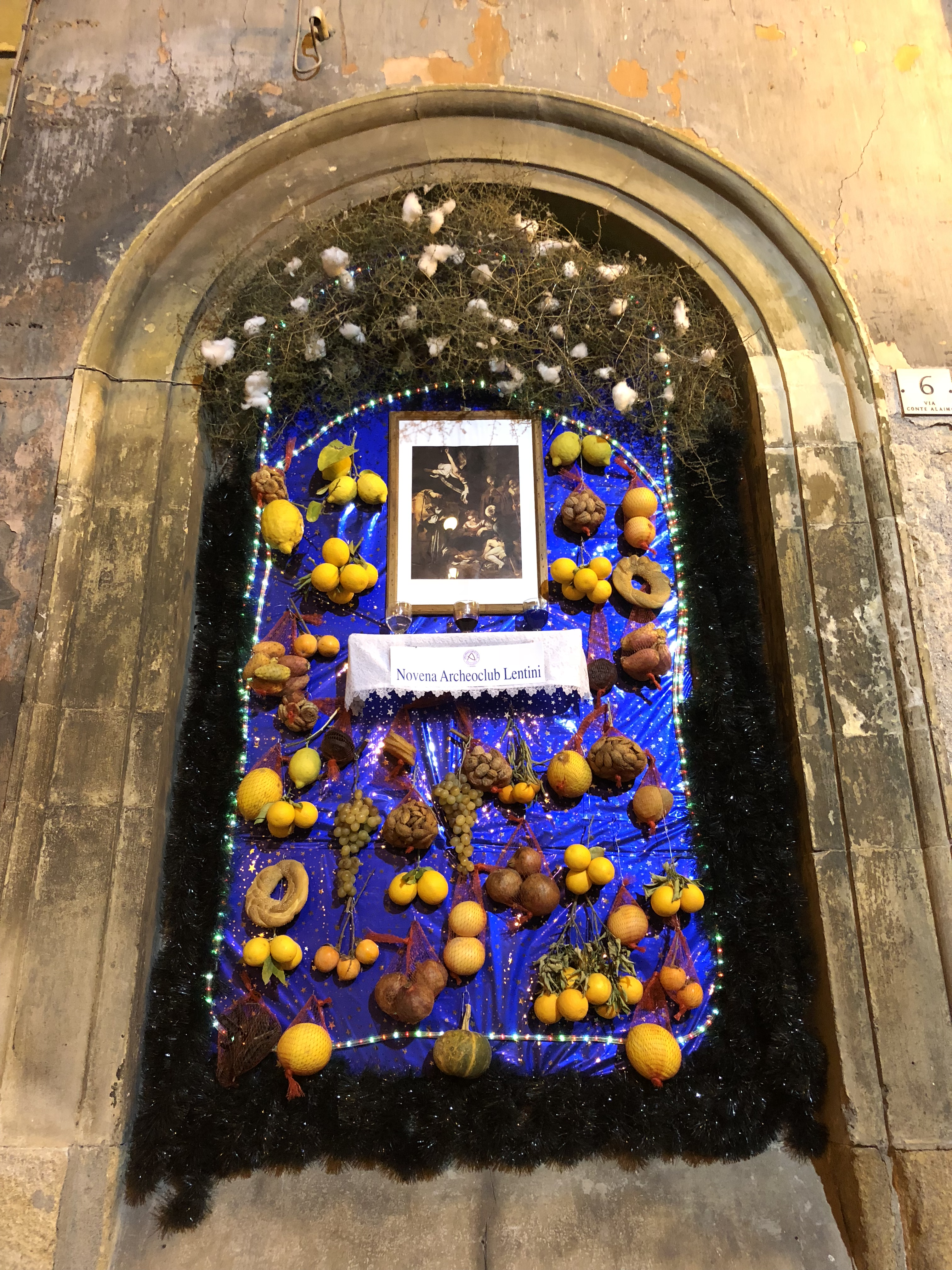
Novena natalizia

Abitanti censiti

### Etnie e minoranze straniere
Al 31 dicembre 2022 ci sono 580 stranieri residenti, pari al 2,63% della popolazione.

### Tradizioni e folclore
La festa dei santi martiri Alfio, Filadelfo e Cirino si celebra in onore dei tre santi patroni del comune, si svolge annualmente, in maggio e settembre.
La memoria della traslazione delle reliquie dei santi martiri, il 2 settembre, fa rivivere in piena estate i giorni della festa patronale di maggio, nel ricordo del rientro delle reliquie avvenuto nel 1517 dal monastero di Fragalà, in provincia di Messina. Le celebrazioni si svolgono in Chiesa Madre, i simulacri dei Tre Santi Patroni vengono esposti davanti al portone centrale, all'interno della chiesa. Da qualche anno in questo giorno di festa, il Sacro Fercolo di Sant'Alfio viene esposto solennemente alla venerazione dei fedeli all'interno della sua cappella.

## Geografia antropica

### Suddivisioni storiche

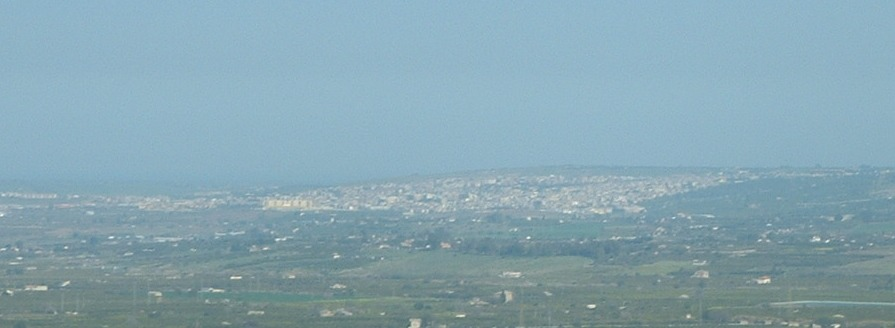
Il centro urbano visto da Francofonte.

Lentini conta 46 quartieri storici e toponimi, riportati qui sotto in dialetto lentinese e, tra parentesi, in lingua siciliana:
Baḍḍuzza, Badìa, Beḍḍa Matri 'â Catina, Biviratura, Buffetti, Càcciri (Càrziri), Calata 'i Signureḍḍu, Campana, Carrubbazza, Cuḍḍarìa, Gghianata 'â Matri 'i Diu (Acchianata dâ Matri di Diu), Gghianata dê Pupazzi (Acchianata dî Pupazzi), Gghianata dô Canònicu Finucchiaru (Acchianata dû Canònicu Finucchiaru), Gghianata dô Spitali vecchiu (Acchianata dû Spitali vecchiu), Lavatoru, Màchina 'ô Ghiacciu (Màchina dû Ghiacciu), Maronna 'ô Casteḍḍu (Madonna dû Casteḍḍu), Ortu 'â 'ranci (Ortu di l'aranci), Ponti, Potta Jaci (Porta Aci), Purrazzitu, Puttazza (Purtazza), Cuattarari (Cuartarari), Quatteri cinisi (Quarteri cinisi), Roggiu, Rua 'ranni, Salucciu, San Cristòfuru, San Giulianu, San Giuvanni, San Paulu, Santa Cruci, Santa Mara vecchia, Santa Mariula, Santuzzi, Scala, Scala 'ô Suretu, Scannerìa, Sibba, Supra â fera, Trìrici vaneḍḍi (Trìdici vaneḍḍi), Urfaneḍḍi, Villa Baḍḍa, Vutata 'ô Santu, Vutata dô scupitteri.

## Economia
L'economia del territorio dipende in buona parte dalla coltivazione degli agrumi, soprattutto dell'arancia rossa che, con la varietà '"moro" e "tarocco", raggiunge in questa zona livelli d'eccellenza.
Sono anche presenti piccole realtà manifatturiere legate alla produzione di calzature e abbigliamento sportivo.
In anni recenti lo sviluppo di attività ricettive e della ristorazione ha mostrato una propensione a sviluppare un sistema d'accoglienza legato alle risorse archeologiche, paesaggistiche e alle tradizioni gastronomiche. In questo senso è esemplare lo sforzo di salvaguardare e promuovere il pane di Lentini, fra i pochi in Sicilia a essere cotto nei forni a legna secondo la tradizione.

## Infrastrutture e trasporti

### Strade
I collegamenti stradali principali sono rappresentati da:
- Autostrada Catania-Siracusa collegata con l'Autostrada A18 Messina-Catania;
- Strada statale 194 Ragusana collegata con la Strada statale 114;
- Strada statale 385 di Palagonia.

### Ferrovie
La città è servita da due stazioni ferroviarie, la stazione di Lentini (la principale) e la stazione di Lentini Diramazione, poste sulla linea Messina-Siracusa della rete ferroviaria della Sicilia.

### Aeroporti
- Aeroporto Cosimo Di Palma, in contrada Sigonella (aeroporto militare);
- Aeroporto di Catania-Fontanarossa;
- Aeroporto di Comiso.

## Amministrazione
Di seguito è presentata una tabella relativa alle amministrazioni che si sono succedute in questo comune.
| Periodo           | Periodo          | Primo cittadino        | Partito                                              | Carica              | Note  |
| ----------------- | ---------------- | ---------------------- | ---------------------------------------------------- | ------------------- | ----- |
| 13 maggio 1946    | 17 giugno 1947   | Filadelfo Castro       | Partito Socialista dei Lavoratori Italiani           | Sindaco             | [ 9 ] |
| 18 giugno 1947    | 5 maggio 1948    | Giovanni Pattavina     | Partito Comunista Italiano                           | Sindaco             | [ 9 ] |
| 6 maggio 1948     | 2 luglio 1951    | Filadelfo Castro       | Partito Socialista dei Lavoratori Italiani           | Sindaco             | [ 9 ] |
| 2 luglio 1951     | 7 giugno 1952    | Mario Vaccaro          |                                                      | Comm. regionale     | [ 9 ] |
| 8 giugno 1952     | 17 giugno 1956   | Giuseppe Ferrauto      | Partito Socialista Italiano                          | Sindaco             | [ 9 ] |
| 18 giugno 1956    | 15 ottobre 1957  | Otello Marilli         | Partito Comunista Italiano                           | Sindaco             | [ 9 ] |
| 16 ottobre 1957   | 12 dicembre 1960 | Vitale Martello        | Partito Comunista Italiano                           | Sindaco             | [ 9 ] |
| 13 dicembre 1960  | 21 gennaio 1962  | Sebastiano Arena       | Partito Comunista Italiano                           | Sindaco             | [ 9 ] |
| 22 gennaio 1962   | 20 novembre 1962 | Mario Ferrauto         | Partito Socialista Italiano                          | Sindaco             | [ 9 ] |
| 21 novembre 1962  | 1 dicembre 1963  | Alessandro Tribulato   | Democrazia Cristiana                                 | Sindaco             | [ 9 ] |
| 2 dicembre 1963   | 9 dicembre 1964  | Vincenzo Pisano        |                                                      | Comm. regionale     | [ 9 ] |
| 10 dicembre 1964  | 2 gennaio 1973   | Otello Marilli         | Partito Comunista Italiano                           | Sindaco             | [ 9 ] |
| 3 gennaio 1973    | 3 agosto 1975    | Michelangelo Cassarino | Partito Comunista Italiano                           | Sindaco             | [ 9 ] |
| 4 agosto 1975     | 15 ottobre 1976  | Sebastiano Centamore   | Partito Comunista Italiano                           | Sindaco             | [ 9 ] |
| 15 ottobre 1976   | 10 marzo 1978    | Francesco Fisicaro     | Democrazia Cristiana                                 | Sindaco             | [ 9 ] |
| 11 marzo 1978     | 26 luglio 1978   | Andrea Amore           | Democrazia Cristiana                                 | Sindaco             | [ 9 ] |
| 27 luglio 1978    | 3 gennaio 1979   | Vincenzo Bombaci       | Democrazia Cristiana                                 | Sindaco             | [ 9 ] |
| 4 gennaio 1979    | 23 luglio 1980   | Riccardo Insolia       | Partito Comunista Italiano                           | Sindaco             | [ 9 ] |
| 24 luglio 1980    | 9 giugno 1982    | Giacomo Capizzi        | Democrazia Cristiana                                 | Sindaco             | [ 9 ] |
| 10 giugno 1982    | 19 febbraio 1984 | Gianni Cannone         | Democrazia Cristiana                                 | Sindaco             | [ 9 ] |
| 20 febbraio 1984  | 10 ottobre 1988  | Mario Bosco            | Partito Comunista Italiano                           | Sindaco             | [ 9 ] |
| 11 ottobre 1988   | 31 luglio 1989   | Santo Ragazzi          | Partito Socialista Italiano                          | Sindaco             | [ 9 ] |
| 8 agosto 1989     | 25 giugno 1990   | Davide Battiato        | Democrazia Cristiana                                 | Sindaco             | [ 9 ] |
| 25 giugno 1990    | 14 ottobre 1991  | Giuseppe La Rocca      | Democrazia Cristiana                                 | Sindaco             | [ 9 ] |
| 10 dicembre 1991  | 21 maggio 1992   | Filadelfo Elio Magnano | Partito Democratico della Sinistra                   | Sindaco             | [ 9 ] |
| 13 luglio 1992    | 27 ottobre 1992  | Antonino Mazzone       | Democrazia Cristiana                                 | Sindaco             | [ 9 ] |
| 24 dicembre 1992  | 6 febbraio 1993  | Angelo Politi          |                                                      | Comm. straordinario | [ 9 ] |
| 6 febbraio 1993   | 8 dicembre 1993  | Antonino Vella         |                                                      | Comm. straordinario | [ 9 ] |
| 8 dicembre 1993   | 15 dicembre 1997 | Salvatore Raiti        | Partito Democratico della Sinistra                   | Sindaco             | [ 9 ] |
| 15 dicembre 1997  | 28 maggio 2002   | Salvatore Raiti        | Partito Democratico della Sinistra                   | Sindaco             | [ 9 ] |
| 28 maggio 2002    | 11 agosto 2003   | Francesco Rossitto     | Indipendente di centro-destra                        | Sindaco             | [ 9 ] |
| 19 settembre 2003 | 28 giugno 2004   | Antonino Piccione      |                                                      | Comm. regionale     | [ 9 ] |
| 29 giugno 2004    | 13 giugno 2006   | Sebastiano Neri        | Alleanza Nazionale                                   | Sindaco             | [ 9 ] |
| 13 giugno 2006    | 23 giugno 2011   | Alfio Mangiameli       | La Margherita                                        | Sindaco             | [ 9 ] |
| 20 giugno 2011    | 23 giugno 2016   | Alfio Mangiameli       | Partito Democratico                                  | Sindaco             | [ 9 ] |
| 23 giugno 2016    | 25 ottobre 2021  | Saverio Bosco          | Italia Viva                                          | Sindaco             | [ 9 ] |
| 25 ottobre 2021   | In carica        | Rosario Lo Faro        | Indipendente di centro-sinistra e Movimento 5 stelle | Sindaco             | [ 9 ] |

## Sport
Hanno sede nel comune la società di calcio SS Leonzio 1909 e la squadra di Calcio a 5 Futsal Lentini di C2. É inoltre presente la società di pallacanestro Basket Lions Lentini.